# Telosticta
Telosticta – rodzaj ważek z rodziny Platystictidae.

## Zasięg występowania
Rodzaj obejmuje gatunki występujące na Borneo i Palawanie.

## Systematyka
Rodzaj ten wprowadzili w 2012 roku R.A. Dow i A.G. Orr. Zaliczyli do niego dwa gatunki zaliczane wcześniej do rodzaju Protosticta, dwa do rodzaju Drepanosticta oraz 11 nowo opisanych przez siebie gatunków. Jako gatunek typowy wyznaczyli Protosticta feronia. Obecnie do Telosticta zaliczanych jest 17 gatunków.

### Podział systematyczny
Do rodzaju należą następujące gatunki:
- Telosticta belalongensis Dow & Orr, 2012
- Telosticta berawan Dow & Orr, 2012
- Telosticta bidayuh Dow & Orr, 2012
- Telosticta dayak Dow & Orr, 2012
- Telosticta dupophila (Lieftinck, 1933)
- Telosticta feronia (Lieftinck, 1933)
- Telosticta fugispinosa Dow, Afendy & Rahman, 2016
- Telosticta gading Dow & Orr, 2012
- Telosticta iban Dow, 2014
- Telosticta janeus Dow & Orr, 2012
- Telosticta kajang Dow & Orr, 2012
- Telosticta longigaster Dow & Orr, 2012
- Telosticta paruatia (van Tol, 2005)
- Telosticta santubong Dow & Orr, 2012
- Telosticta serapi Dow & Orr, 2012
- Telosticta tubau (Dow, 2010)
- Telosticta ulubaram Dow & Orr, 2012